# Jadwiga Flank
Jadwiga Flank (ur. 1971 w Bielsku-Białej) – Miss Polonia 1994, Miss Elegancja Miss Polonia 1994, Miss Body Beautiful.